# 内務人民委員部
内務人民委員部（ないむじんみんいいんぶ）は、ソビエト連邦の人民委員部の一つで、ヨシフ・スターリン政権下で刑事警察、秘密警察、国境警察、諜報機関などを統括していた。諸外国の内務省に相当する。
「エヌカーヴェーデー」と略称され、キリル文字ではНКВД（Народный комиссариат внутренних дел）、ラテン文字ではNKVD（Narodnyi komissariat vnutrennikh del）と表記される。
なお、共和国レベルの内務人民委員部自体は革命直後から存在しており、本項で述べるのは1934年に秘密警察と強制収容所を統合したソ連内務人民委員部（後のKGB）である。主に秘密警察として「反革命分子」とみなした人物の逮捕、尋問、処刑やスパイの摘発などを行っていた。

## 概要
NKVDの一部門である秘密警察の起源は、1917年にウラジーミル・レーニンによって設立されたチェーカーまで遡る。これは1922年に、GPUとなり、1924年にはOGPUに改組され、1934年に内務人民委員部の一部となった。
1934年、ゲンリフ・ヤゴーダが長官職に就き、党や軍内部の粛清にあたるが4年で更迭されヤゴーダ以下部下の大半が粛清された。後任にニコライ・エジョフが就任し、「エジョフ時代（エジョフシチナ）」と呼ばれる恐怖体制を敷いた。この時代に粛清は一般市民にまで拡大し、密告の推奨により市民が相互監視の生活を強いられた。また、当のNKVD関係者にも絶えずスパイの嫌疑がかけられるなど処罰の手は厳しく、外事活動に関わったものはほとんどラーゲリに送り込まれた。特に1938年の大粛清時には外事担当の大幅入れ替えがあり、1940年2月にはエジョフ自身が見せしめの即決裁判で処刑されるという異常事態に至った。
その後、スターリンと同郷であるグルジア出身で、エジョフ時代の副長官であったラヴレンチー・ベリヤが、国家保安省（MGB）に改組されるまで長らく長官の地位に就いた。
第二次世界大戦中の独ソ戦において、NKVDは赤軍とは別の指揮系統下で活動し、最前線で兵の士気の維持やスパイの摘発に当たった。また、スターリングラード攻防戦などでは督戦隊としても活動、渡河の要所を管理し、スターリン直々の「退却阻止命令」を盾に容赦なく逃亡兵を銃殺した。また、占領地における強制収容所の管理も担当しており、カティンの森事件などの大量虐殺や、スターリンの指示による「清掃」と称したマリヤ・スピリドーノヴァら政治犯の大量処刑を引き起こした。
レフ・トロツキーの暗殺を指揮したナウム・エイチンゴンと、原爆獲得工作の指揮官であったパーヴェル・スドプラートフもNKVDの高級将校であった。
終戦後の1946年3月を以てソビエト連邦内務省に改編された。スターリンの死後、1954年に再独立してKGBとなる。

## 機構
設立直後（1935年1月1日）の機構。
- NKVD 秘書官
- 国家保安総局（ロシア語版、英語版） - 旧・国家政治局
  - 作戦課
  - 特殊課
  - 経済課
  - 特別課
  - 秘密警察課
  - 外国課
  - 輸送課
  - 登録・統計課
  - 人事課
- NKVD 特別全権代表
- 人事課
- 防空総局
- 労農民警総局（ロシア語版） - 警察（民警・ミリーツィヤ（ロシア語版、英語版））を監督。
- 収容所総局（グラーグ） - ラーゲリを監督
- 行政経済局
- 会計課
- NKVD 特別全権代表課秘書官
- 森林警備課
- 調整局
- 国境・国内警備・労農民警監察総局

## 主要人物

### 歴代内務人民委員
1. ゲンリフ・ヤゴーダ（1934年7月 - 1936年9月）
2. ニコライ・エジョフ（1936年9月 - 1938年11月）
3. ラヴレンチー・ベリヤ（1938年11月 - 1945年12月）
4. セルゲイ・クルグロフ（1945年12月 - 1946年3月。以降、内務相）

### 機関員
- ゲオルギ・モルチャーノフ
- ミハイル・フリノフスキー
- レオニード・ザコーフスキー
- パヴェル・スドプラトフ